# Ilyushin Il-28
L'Ilyushin Il-28 (in cirillico Ильюшина Ил-28) era un bombardiere leggero bimotore a getto ad ala alta e dritta progettato dall'OKB 39 diretto da Sergej Vladimirovič Il'jušin e sviluppato in Unione Sovietica alla fine degli anni quaranta. Impiegato dagli anni cinquanta dalla Voenno-vozdušnye sily (VVS), l'Aeronautica militare dell'Unione Sovietica, rimase operativo in patria fino agli anni ottanta ma viene ancora utilizzato, anche se in ruoli secondari, in alcune delle forze aeree che lo hanno impiegato tra cui quelle filosovietiche.
L'Il-28 venne identificato inizialmente, con lo standard USAF/DoD,  come "Type 27" per poi assumere il nome in codice NATO Beagle, tuttavia la variante da addestramento Il-28U venne identificata "Type 30" con le convenzioni USAF/DoD e Mascot con quelle NATO.

## Storia del progetto
Il velivolo cominciò ad essere progettato nel dopoguerra, a seguito della specifica per un nuovo bombardiere d'assalto ad alte prestazioni. Il progetto vincitore fu quello dell'OKB che aveva già accumulato esperienza con i bombardieri Il-4 e con gli assaltatori Il-2/10, ma il nuovo prodotto era certamente più simile a questi ultimi che al primo.

## Tecnica
Monoplano bireattore, con ali diritte e piani di coda a freccia marcata, l'Il-28 era certamente uno dei progetti più semplici tra quelli realizzabili con prestazioni accettabili.
Era piccolo e molto manovriero e il pilota, con il suo tettuccio simile a quello usato nei caccia, godeva certamente di un ottimo campo visivo tutto intorno. Il puntatore aveva un muso vetrato e un radar ventrale di navigazione e puntamento, mentre il mitragliere sedeva in una postazione caudale ampiamente vetrata, anche se probabilmente non molto spaziosa, mentre il vano portabombe e alcuni serbatoi occupavano la parte centrale della fusoliera.
Le ali, posizionate alte sulla fusoliera, ospitavano, all'interno di vistose gondole, gli elementi principali del carrello d'atterraggio e i due motori turbogetto, i Klimov VK-1 a compressore centrifugo, da 26,5 kN (2 700 kgf) di spinta statica ciascuno.
L'armamento era costituito sia da bombe, con un massimo di sei da 500 kg e un carico pratico di quattro da 250, che da quattro cannoncini automatici, due Nudelman-Rikhter NR-23 calibro 23 mm posizionati in una torretta caudale con 900 colpi totali più altri due, sempre del tipo NR-23, sistemati in avanti e a disposizione del pilota, con 200 colpi l'uno (il MiG-15 ne aveva 80 per arma), anche se talvolta non erano presenti.

## Impiego operativo
L'aereo entrò in servizio attorno al 1950, e gli statunitensi ad un certo punto temerono che esso potesse essere impiegato in Corea contro di loro.
L'Il-28, grazie alle sue capacità "pre-strategiche", venne schierato anche a Cuba durante la crisi del 1962, e Fidel Castro andò poi su tutte le furie quando i sovietici, nel ritirare la loro delegazione, portarono indietro anche tali bombardieri, ritenuti un elemento fondamentale per la difesa cubana.
Nel frattempo, durante gli anni cinquanta, l'Il-28, praticamente il bombardiere tattico standard dei sovietici, come a suo tempo lo fu lo Il-2, venne prodotto in grandi quantità, e oltre che in URSS ben presto venne prodotto anche in alcuni paesi esteri, come la Polonia e soprattutto la Cina (H-5), che lo tennero a lungo in servizio.
Stupisce che la macchina, molto veloce e manovriera, non sia stata schierata anche come intercettore ognitempo, grazie allo spazio nel muso per un radar, mentre già nella sua originale configurazione esso era abbastanza valido come eventuale intercettore di circostanza, anche per la sua lunga autonomia.
Il più diretto equivalente dell'aereo era il Canberra inglese, macchina d'alta quota e talmente veloce e prestante da essere lasciata, analogamente a quanto avvenne con il Mosquito, priva d'armamento difensivo. Tuttavia, l'Il-28 era maggiormente valido, con la sua ala piccola e il suo armamento, come bombardiere a media e bassa quota, e la leggera inferiorità di velocità era ben compensata dalla minacciosa torretta caudale e i temuti cannoni da 23 mm che essa deteneva.
L'Il-28 non riuscì a soppiantare il Tu-14 nel ruolo di bombardiere-ricognitore navale, malgrado fosse più veloce ed agile, anche se meno dotato in autonomia. I suoi impieghi vennero tuttavia estesi anche a questo settore con versioni dotate di siluri o addirittura bombe teleguidate.
La versione da addestramento, dato l'abitacolo normale monoposto, venne realizzata e la NATO diede allo Il-28U il nome in codice "Mascot". Per il resto, il velivolo rimase quasi immutato, un po' come accadde allo Il-4.

## Versioni e varianti

### Versioni sovietiche

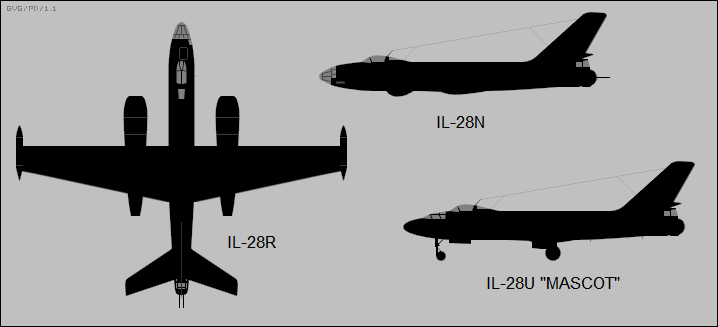
Versioni principali di Il-28.

- Il-28 – versione bombardiere leggero triposto.
- Il-28D – versione bombardiere nucleare destinata alla Sovetskie Voenno-vozdušnye sily.
- Il-28R – versione da ricognizione tattica triposto.
- Il-28REB – versione da guerra elettronica dotata di radar jamming da disturbo.
- Il-28RTR – versione da ricognizione elettronica
- Il-28S – versione con ali a freccia, abbandonata prima del completamento
- Il-28T – versione aerosilurante destinata all'Aviacija Voenno-Morskogo Flota in grado di trasportare un siluro di grandi dimensioni o due di dimensioni minori in un'apposita struttura sotto la fusoliera.
- Il-28P – conversione postale civile destinata all'Aeroflot, da alcune fonti indicato anche come Il-20
- Il-28U – versione da addestramento.
- Il-28ZA – versione per il monitoraggio del pulviscolo atmosferico.

### Varianti cinesi
- H-5 – versione bombardiere.
- HJ-5 – versione da addestramento.
- H-5R (o HZ-5)- versione da fotoricognizione a lungo raggio; fuori produzione.
- HD-5 – versione ECM/ESM; fuori produzione.
- H-5 Testbed – versione sperimentale per test sui seggiolini eiettabili, sostituito successivamente da un'analoga versione del Shenyang J-6.
- B-5 – designazione dell'H-5 destinato all'esportazione.

### Varianti cecoslovacche
- B-228 – Il-28 costruito su licenza dalla cecoslovacca Avia.
- CB-228 – versione Il-28U costruita su licenza dall'Avia.

## Utilizzatori
Afghanistan

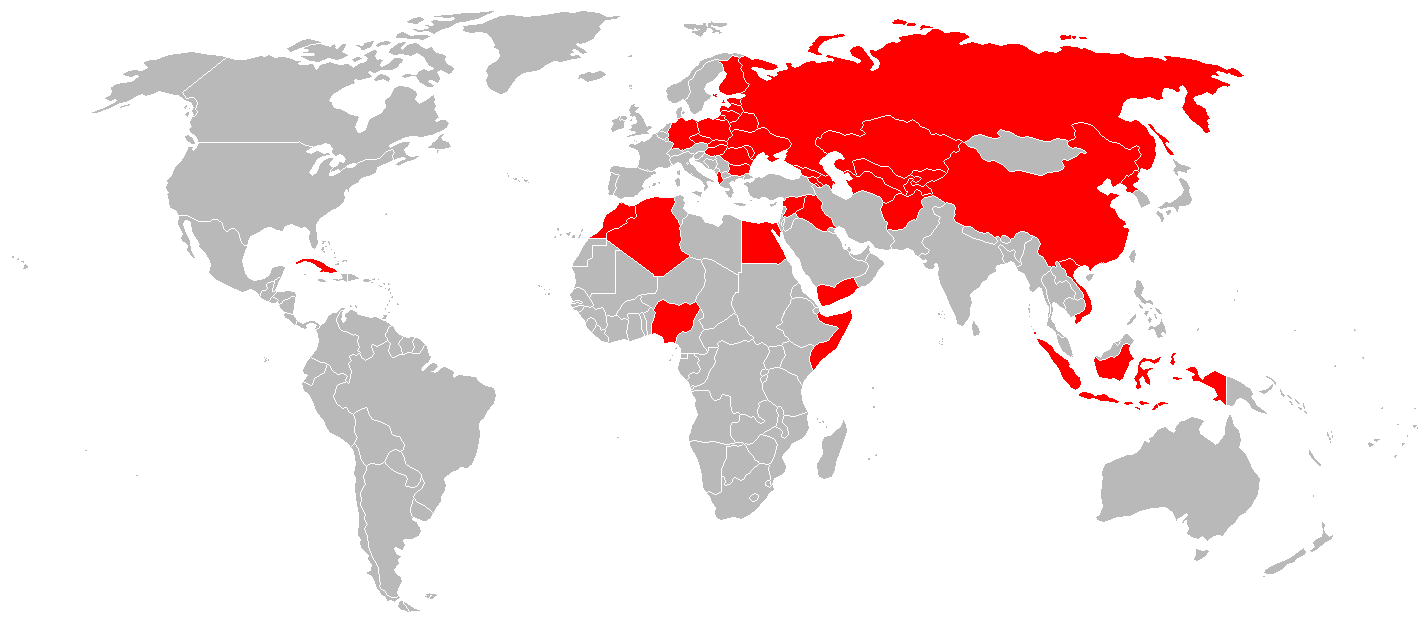
Operatori mondiali del Il-28.

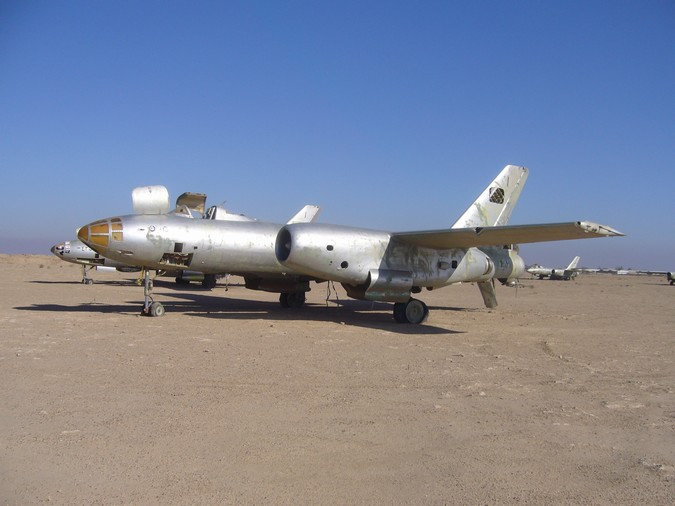
Un Il-28 dell'Al-Quwwat al-Jawwiyya al-'Iraqiyya, l'aeronautica militare irachena, sito ad Al Taqaddum, Iraq.

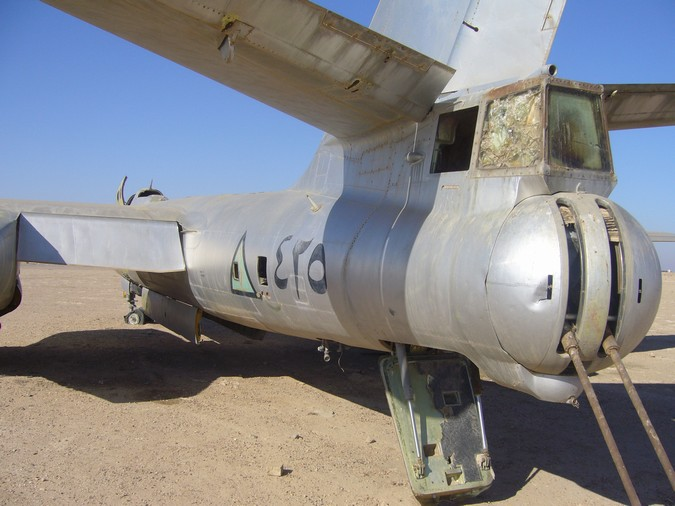
La torretta difensiva posteriore dotata di 2 cannoni automatici Nudelman NR-23 da 23 mm di un esemplare iracheno.

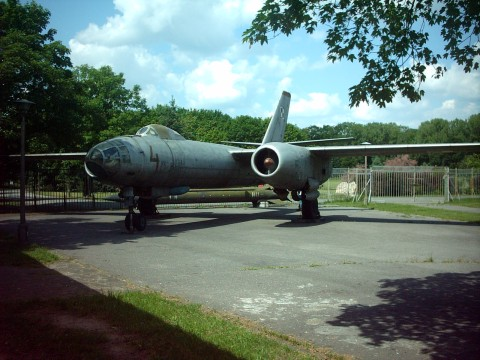
Il-28 in mostra al museo Uzbrojenia a Cytadela (Poznań).

- Royal Afghan Air Force, Afghan Republic Air Force, Afghan Republican Air Force

54 esemplari acquisiti (incluso alcuni Il-28U) dal 1957 dei quali rimasero in servizio fino al 1994 solo nel ruolo di addestratori. Tutti gli esemplari furono messi a terra durante la guerra civile degli anni novanta.
 Albania
- Forcat Ajrore Shqiptare

Aviation Regiment 4020 operò con un Il-28 acquisito nel 1957 ed assegnato al 2 Skuadrilja (2º Squadrone). L'esemplare venne erroneamente scambiato con l'H-5, la versione cinese del Il-28, nel 1971 e rimase in servizio fino al 1992.
 Algeria
- Al-Quwwat al-Jawwiyya al-Jaza'iriyya

 Bulgaria
- Balgarski Voennovazdushni Sili poi
- Protivovazdushna Otbrana i Voennovazdushni Sili

operò con 14 Il-28R ed un Il-28U ricevuti nel 1955, tutti ritirati dal servizio ne 1974.
 Cina
- Zhōngguó Rénmín Jiěfàngjūn Kōngjūn
- Zhongguo Renmin Jiefangjun Haijun Hangkongbing

sia l'aviazione militare che quella navale operarono con centinaia di esemplari originariamente di costruzione sovietica e, dal 1965, con gli H-5 di produzione nazionale. Si ritiene che un piccolo numero di velivoli siano ancora impiegati in ruoli secondari.
 Corea del Nord
- Chosŏn Inmin Kun Konggun

88 tra Il-28 e H-5 (la versione cinese costruita su licenza) consegnati, 40 in servizio al novembre 2018. Sono assegnati a due reggimenti che svolgono anche compiti di addestramento, ricognizione e traino bersagli.
 Cuba
- Defensa Anti-Aérea y Fuerza Aérea Revolucionaria

ricevette un totale di 32 esemplari nel 1962, ritornati in Unione Sovietica a causa della crisi dei missili di Cuba.
 Cecoslovacchia
- Češkoslovenske Vojenske Letectvo

operò con Il-28 ed Il-28U di produzione sovietica e con gli Avia B-228 e CB-228 di produzione nazionale. 90 Il-28, 30 Il-28RT ed un certo numero di Il-28U vennero forniti dal 1954 e rimasero operativi fino al 1973.
 Germania Est
- Luftstreitkräfte und Luftverteidigung der Deutschen Demokratischen Republik

operò con 12 Il-28 ed un Il-28U, essenzialmente nei ruoli di aereo da traino bersagli e per la sperimentazione di motori tra il 1954 ed il 1982.
 Egitto
- Al-Quwwat al-Jawwiya al-Misriyya

ricevette 70 esemplari di costruzione cecoslovacca nel 1956, utilizzati operativamente in modo marginale durante la crisi di Suez. Alcuni IL-28 risultano ancora in servizio in ruoli marginali.
 Finlandia
- Suomen ilmavoimat

acquisì 4 esemplari negli anni sessanta che utilizzò come aereo da traino bersagli fino al 1981.
 Indonesia
- Tentara Nasional Indonesia Angkatan Udara

il 21 Skadron basato presso la base aerea di Kemayoran, Giacarta, ricevette 12 Il-28 acquisiti nel 1961. Vennero utilizzati operativamente durante l'operazione Trikora del 1962 nell'ambito del passaggio dalla Nuova Guinea Olandese all'indonesiana Irian Jaya. Tutti gli esemplari vennero messi a terra nel 1969 e definitivamente ritirati dal servizio nel 1970.
   Iraq
- Al-Quwwat al-Jawwiyya al-'Iraqiyya

Tutti gli esemplari vennero distrutti o messi a terra dopo la fine dell'operazione Desert Storm.
 Marocco
- Forces royales air

 Nigeria
- Nigerian Air Force

alcuni esemplari potrebbero risultare tuttora in servizio operativo.
 Polonia
- Wojska Lotnicze i Obrony Przeciwlotniczej Obszaru Kraju, poi
- Wojska Lotnicze e
- Wojska Obrony Powietrznej Kraju

ricevette 72 Il-28, 15 Il-28R ed un numero imprecisato di Il-28U, il primo dei quali consegnato ne 1952, l'ultimo radiato nel 1986.
- 7 Pułk Lotnictwa Bombowo-Rozpoznawczego, basato a Powidz, operò con la versione Il-28U.
- 21 Pułk Rozpoznania Taktycznego, basato a Sochaczew, operò con la versione Il-28R.
- 33 Pułk Lotnictwa Bombowego, basato a Modlin, operò con la versione Il-28.

   Romania
- Forțele Aeriene ale Republicii Populare Română, poi
- Forțele Aeriene ale Republicii Socialiste Română, poi
- Forțele Aeriene Române

operò con circa 22 Il-28, 3 Il-28R ed 8 Il-28U, inizialmente di produzione sovietica ed in seguito di produzione cinese, dal 1955, tutti ritirati dal servizio operativo dal giugno 2001.
 Somalia
- Corpo Aeronautico della Somalia

 Siria
- Al-Quwwat al-Jawwiyya al-'Arabiyya al-Suriyya

operò con un certo numero di esemplari fino agli anni ottanta, sostituiti dai più recenti Su-24
  Ungheria
- Magyar Néphadsereg légiereje

operò con 80 Il-28, 2 Il-28R e 6 Il-28U di produzione sia sovietica che cecoslovacca ed utilizzati tra il 1954 ed il 1972.
 Unione Sovietica
- Voenno-vozdušnye sily
- Aviacija Voenno-Morskogo Flota

operò dall'inizio del 1950 con circa 1 500 esemplari sia nell'aeronautica militare che in quella navale. Rimasero operativi in servizio di prima linea per tutti gli anni cinquanta, con un numero ristretto operativo sino agli anni ottanta. Un piccolo numero di esemplari vennero smilitarizzati ed assegnati alla compagnia aerea di bandiera Aeroflot.
 Vietnam
- Không Quân Nhân Dân Việt Nam

tutti gli esemplari sono stati ritirati.
 Yemen del Sud
- South Yemen Air Force